# Manuel Fontoira Surís
Manuel Fontoira Suris (Pontevedra, 27 de gener de 1938-gener de 2006) fou un metge i polític gallec, senador per Pontevedra en la legislatura constituent.
Fill del pediatre Manuel Fontoira Peón, va estudiar batxillerat als Jesuïtes de Vigo i la llicenciatura en Medicina en la Universitat de Santiago de Compostel·la. Va cursar l'especialitat de pediatria en les Universitat de Sevilla i a Brussel·les. Va treballar a l'Hospital Infantil La Paz de Madrid fins 1970, quan fou nomenat cap de pediatria de l'hospital provincial de Pontevedra. En 1973 fou nomenat per al mateix càrrec a l'Hospital Montecelo.
Ha publicat diversos articles i conferències sobre pediatria a revistes especialitzades. En 1973 va entrar a treballar a l'Hospital Montecelo. A les eleccions generals espanyoles de 1977 fou escollit senador d'UCD per la província de Pontevedra, i fou vocal de la comissió especial de política científica del Senat d'Espanya.
En 1979 abandonà la política i tornà a la medicina. En 1982 es va doctorar a la Universitat de Santiago de Compostel·la amb una tesi sobre la resposta evocada somatosensorial. En 1997 fou nomenat professor associat de ciències de la salut d'aquesta universitat. Fou membre d'honor de l'Associació Espanyola de Pediatria i de la Sociedade de Pediatría de Galicia. És pare del neurofisiòleg Manuel Fontoira Lombos.

## Obres
- Exégesis de la tauromaquia para iniciar aficionados, 1997.
- El diagnóstico en pediatría clínica, 2000
- Pediatría social y puericultura en atención primaria, 2006